# هدف التنمية المستدامة الثاني
يسعى هدف التنمية المستدامة الثاني (إس دي جي 2 أو الهدف العالمي 2) إلى «القضاء التام على الجوع». وهو أحد أهداف التنمية المستدامة السبعة عشر التي وضعتها الأمم المتحدة في عام 2015. والصياغة الرسمية له هي: «القضاء على الجوع وتوفير الأمن الغذائي والتغذية المحسّنة وتعزيز الزراعة المستدامة». يبرز الهدف الثاني الروابط المعقدة بين الأمن الغذائي، والتغذية، والتحول الريفي والزراعة المستدامة. ووفقًا للأمم المتحدة، يعاني نحو 690 مليون شخص من الجوع، أي ما يمثل 10% من تعداد السكان في العالم. يعاني واحد من كل 9 أشخاص من نقص التغذية، يشمل ذلك 20 مليون شخص معرضين حاليًا لخطر المجاعة في جنوب السودان والصومال واليمن ونيجيريا.
يسعى الهدف الثاني إلى ثماني غايات ويستخدم 14 مؤشرًا لقياس التقدم المحرز. تشمل «النتائج المستهدفة» الخمسة: القضاء على الجوع وتحسين فرص الحصول على الغذاء؛ وإنهاء جميع أشكال سوء التغذية؛ والإنتاجية الزراعية؛ ونظم الإنتاج الغذائي المستدامة والممارسات الزراعية المرنة؛ والتنوع الجيني للبذور والنباتات المزروعة والحيوانات المستزرعة والمستأنسة؛ والاستثمارات والبحوث والتكنولوجيا. وتشمل «وسائل تحقيق» الأهداف الثلاث ما يلي: منع القيود المفروضة على التجارة ومعالجة التشوهات في الأسواق العالمية للمنتجات الزراعية وأسواق السلع الغذائية ومشتقاتها.
يتزايد نقص التغذية باستمرار منذ عام 2015، بعد أن انخفض لعقود. ينتج هذا بشكل رئيسي عن الضغوط المختلفة في النظم الغذائية التي تشمل: الصدمات المناخية وأزمة الجراد وجائحة كوفيد-19. تقلل هذه التهديدات بشكل غير مباشر من القوة الشرائية والقدرة على إنتاج الغذاء وتوزيعه، ما يؤثر على أشد السكان ضعفًا ويقلل أيضًا من إمكانية حصولهم على الغذاء. عانى ما يقارب 142 مليون شخص في عام 2020 من نقص التغذية بسبب جائحة كوفيد-19. ويرجح أن تتفاقم إحصاءات تقزم وهزال الأطفال مع انتشار الجائحة. بالإضافة إلى ذلك، قد تضيف جائحة كوفيد-19 «ما بين 83 و132 مليون شخص إلى إجمالي الأشخاص الذين يعانون من نقص التغذية في العالم بحلول نهاية عام 2020 وفقًا لسيناريو النمو الاقتصادي».
لا يتبع العالم المسار الصحيح لتحقيق هدف القضاء على الجوع بحلول عام 2030. وتعتبر «علامات الجوع المتزايد وانعدام الأمن الغذائي تحذيرًا من أن هناك عملًا كثيرًا يجب إنجازه للتأكد من أن العالم «لا يغفل أي أحد» في أثناء السعي نحو عالم خال من الجوع». من غير المرجح القضاء على سوء التغذية في أفريقيا بحلول عام 2030.

## خلفية
اعتمدت الجمعية العامة في سبتمبر 2015 خطة التنمية المستدامة لعام 2030 التي تضمنت 17 هدفًا للتنمية المستدامة. وبناءً على مبدأ «عدم إغفال أي أحد»، تؤكد الخطة الجديدة على نهج شامل لتحقيق التنمية المستدامة للجميع. اجتمع رؤساء الدول والحكومات في سبتمبر 2019 في أثناء قمة أهداف التنمية المستدامة لتجديد التزامهم بتنفيذ خطة التنمية المستدامة لعام 2030. وأقروا في أثناء هذا الحدث بأن السنوات الأربع الأولى من تنفيذ خطة عام 2030 تضمنت تقدمًا كبيرًا، ولكن عمومًا، لا يتبع العالم اليوم المسار الصحيح لتحقيق أهداف التنمية المستدامة. أطلق في هذه الأثناء «عقد العمل» و«تحقيق التنمية المستدامة»، وجرى مطالبة أصحاب المصلحة بتسريع عملية وجهود التنفيذ.
يسعى الهدف الثاني إلى القضاء على جميع أشكال سوء التغذية والجوع بحلول عام 2030 وضمان حصول الجميع على غذاء كافٍ على مدار العام، وخاصةً الأطفال. يعيق سوء التغذية المزمن، الذي يصيب نحو 155 مليون طفل حول العالم، نمو الأطفال العقلي والبدني ويعرضهم لخطر الموت والمرض وقلة النجاح عند بلوغهم.
منذ عام 2017، اتبعت 26 دولة فقط من بين 202 دولة عضو في الأمم المتحدة المسار الصحيح لتحقيق هدف التنمية المستدامة في القضاء على نقص التغذية وسوء التغذية، بينما لم يحرز نحو 20% أي تقدم إطلاقًا، ولم يملك نحو 70% بيانات أو كانت بياناتهم غير كافية لتحديد مدى تقدمهم. «لا يوجد اليوم غذاء كافي لإطعام كل واحد منا». ووفقًا لمنظمة الأغذية والزراعة، يعاني نحو 690 مليون شخص من نقص التغذية المزمن. انخفض هذا الرقم بمقدار النصف تقريبًا في العقدين الماضيين بسبب النمو الاقتصادي السريع وزيادة الإنتاجية الزراعية.
يشكل سوء التغذية والجوع المدقع عائقًا حاسمًا أمام التنمية المستدامة. ويخلق كلاهما فخًا لا يستطيع الناس الهروب منه. إذ يكون الجياع أقل إنتاجية وأكثر عرضة للإصابة بالأمراض. وبالتالي، لن يكونوا قادرين على تحسين معيشتهم.
يرسي الهدف الثاني الطرق التأسيسية لدعم سكان العالم والتأكد من عدم معاناة أي شخص من الجوع. يجب تحقيق ذلك عن طريق تعزيز الزراعة المستدامة بالتقنيات الحديثة وأنظمة التوزيع العادلة. تهدف الابتكارات الزراعية إلى ضمان زيادة إنتاج الغذاء وبالتالي تقليل فقد الأغذية وهدرها.
ينص هدف التنمية المستدامة الثاني على أنه يجب أن يحقق الأفراد الأمن الغذائي بحلول عام 2030 عن طريق إنهاء الجوع وجميع أشكال سوء التغذية. ويمكن تحقيق ذلك عن طريق مضاعفة الإنتاجية الزراعية ودخول صغار منتجي الأغذية (خاصةً النساء والشعوب الأصلية)، وعن طريق ضمان نظم إنتاج غذائي مستدامة، والتحسين التدريجي لنوعية الأراضي والتربة. تعتبر الزراعة أكبر مشغل منفرد في العالم، إذ توفر سبل العيش لـ40% من سكان العالم. وتعد أكبر مصدر دخل للأسر الريفية الفقيرة. تشكل النساء نحو 43% من القوة العاملة الزراعية في البلدان النامية، وأكثر من 50% في أجزاء من آسيا وأفريقيا. ومع ذلك، لا تملك النساء سوى 20% من الأرض.
ذكر تقرير صادر عن المعهد الدولي لبحوث السياسات الغذائية (آي إف بّي آر آي) لعام 2013 أنه لا يجب تركيز أهداف التنمية المستدامة على إنهاء الفقر بحلول عام 2030، بل على القضاء على الجوع ونقص التغذية بحلول عام 2025. يعتمد التأكيد على تحليل التجارب في الصين وفيتنام والبرازيل وتايلاند. حددت ثلاثة نهج لتحقيق ذلك: 1) قائمة على الزراعة؛ 2) قائمة على الحماية الاجتماعية والتغذية والتدخل أو 3) مزيج من هذين النهجين.
يشير برنامج الغذاء العالمي إلى أن نحو 135 مليون شخص يعانون من الجوع الحاد الناجم عن تغير المناخ، والصراعات التي صنعها الإنسان، والركود الاقتصادي. ويعاني نحو 690 مليون شخص في جميع أنحاء العالم من الجوع أو ما يشكل نحو 8.9% من سكان العالم. يجري تحقيق نظام إنتاج غذائي مستدام وتنفيذ ممارسات زراعية مرنة تهدف إلى زيادة الإنتاج والإنتاجية. ويسعى الهدف الثاني أيضًا إلى المساعدة في الحفاظ على النظم البيئية وتعزيز القدرة على التكيف مع تغير المناخ والجفاف والطقس القاسي والكوارث الأخرى.

## الأهداف والمؤشرات والتقدم
حددت الأمم المتحدة 8 غايات و13 مؤشرًا لهدف التنمية المستدامة الثاني. يجب تحقيق أربعة منها بحلول عام 2030، وواحد بحلول عام 2020، أما الثلاثة الباقية فلم يحدد لها عام مستهدف. تملك كل غاية أيضًا مؤشرًا واحدًا أو أكثر لقياس التقدم. يوجد في المجموع أربعة عشر مؤشرًا لهدف التنمية المستدامة الثاني. وتشمل الغايات الستة القضاء على الجوع وضمان الحصول على الغذاء (2.1)، وإنهاء جميع أشكال سوء التغذية (2.2)، والإنتاجية الزراعية (2.3)، ونظم الإنتاج الغذائي المستدامة والممارسات الزراعية المرنة (2.4)، والتنوع الجيني للبذور والنباتات المزروعة والحيوانات المستزرعة والمستأنسة (2.5)، والاستثمارات والبحوث والتكنولوجيا (2.إيه)، والقيود والتشوهات التجارية في الأسواق الزراعية العالمية (2.بي) وأسواق السلع الغذائية ومشتقاتها (2.سي).